# Теорема Боттемы
Теорема Боттемы — теорема из евклидовой геометрии, названная в честь профессора Эне Боттемы. Боттема описал теорему в форме рассказа о потерянном сокровище в одном из своих "сборников" в New Journal of Mathematics в 1959 году. Однако он, вероятно, был не первым автор этого утверждения.

## Теорема Боттемы
На сторонах AC и BC треугольника ABC снаружи прикреплены квадраты. Затем вершины квадратов, противоположных C, соединяются отрезком прямой. Теорема Боттемы теперь утверждает, что положение середины этого отрезка не зависит от положения вершины C. А именно, это центр квадрата, прикрепленного к стороне AB с его внутренней стороны.